# 罗纳德·兰黛
罗纳德·史蒂夫·兰黛（英語：Ronald Steven Lauder， 1944年2月26日—），或译罗纳德·劳德，是一名犹太裔美国亿万富翁、艺术收藏家、社会活动家，现为雅诗兰黛名誉董事长和世界犹太人大会会长。

## 生平
他出生于纽约，是雅诗·兰黛和约瑟夫·兰黛的儿子，曾就读于布朗克斯科技高中、宾夕法尼亚大学沃顿商学院、巴黎大学、布鲁塞尔自由大学。1964年，他开始在雅诗兰黛公司工作，但也担任过美国驻奥地利大使等政治职务，1989年竞选过纽约市市长，但输给了鲁迪·朱利安尼